# Копривнички-Бреги
Копривнички-Бреги (хорв. Koprivnički Bregi) — община с центром в одноимённом посёлке на севере Хорватии, в  Копривницко-Крижевацкой жупании. Население — 1345 человек в самом посёлке и 2403 человека во всей общине (2011). Подавляющее большинство населения — хорваты (97 %). В состав общины, кроме самого Копривнички-Бреги, входят деревни Глоговац (Glogovac, 941 человек) и Едушевац (Jeduševac, 117 человек). Большинство населения занято в сельском хозяйстве.
Посёлок расположен на Подравинской низменности в 4 километрах к юго-востоку от города Копривница, с которым связан местной дорогой. В южной части посёлка находится ж/д станция «Бреги» на линии Копривница — Осиек.
Название восходит к слову bereki, что на местном наречии кайкавского диалекта означает "болото". В 1659 году упомянута как деревня  Bregima в 40 домов. Долгое время административно входила в состав общины Копривницы, в 1993 году выделена в отдельную общину. В 2009 году освящено новое здание приходской церкви святого Роха.